# G7-Gipfel in San Juan 1976
Der G7-Gipfel in San Juan fand vom 27. bis 28. Juni 1976 in Dorado (Puerto Rico) nahe San Juan, einem Außengebiet der Vereinigten Staaten in der Karibik, im Dorado Beach Resort statt.
Er war das erste Treffen der Gruppe der Sieben, welches aus dem im Vorjahr stattgefundenen G6-Gipfel in Rambouillet 1975 hervorging, nachdem Kanada der Gruppe beigetreten war.

## Teilnehmer
- Kanada – Pierre Elliot Trudeau
- Frankreich – Valéry Giscard d’Estaing
- Bundesrepublik Deutschland – Helmut Schmidt
- Italien – Aldo Moro
- Japan – Takeo Miki
- USA – Gerald Ford
- Vereinigtes Königreich – James Callaghan
- Europäische Gemeinschaft – Kommissionspräsident François-Xavier Ortoli